# Adam Magri Overend
Adam Magri Overend (3 de mayo de 2000) es un futbolista maltés que juega en la demarcación de centrocampista para el Sliema Wanderers FC de la Premier League de Malta.

## Selección nacional
Tras jugar en las categorías inferiores de la selección, finalmente hizo su debut con la selección de fútbol de Malta en un partido de la Liga de Naciones de la UEFA 2022-23 contra Eslovenia que finalizó con un resultado de 0-4 a favor del combinado esloveno tras los goles de Andraž Šporar, Benjamin Šeško y un doblete de Josip Iličić.

## Clubes
| Club                | País  | Año       | Partidos | Goles |
| ------------------- | ----- | --------- | -------- | ----- |
| St. Andrews FC      | Malta | 2019      | 2        | 0     |
| St. Lucia FC        | Malta | 2019-2021 | 30       | 2     |
| Floriana FC         | Malta | 2021-2024 | 70       | 1     |
| Sliema Wanderers FC | Malta | 2024-     | 2        | 0     |